# FK Ventspils
Futbola klubs Ventspils (også kendt som Ventspils) var en fodboldklub fra Letland. Klubben spiller i den bedste lettiske liga Virslīga og har hjemmebane på multiarenaen Olimpiskais centrs i byen Ventspils.

## Historie
Klubben blev stiftet i 1997 som en fusion af klubberne Nafta Ventspils og Venta Ventspils.
Klubben har pr. 2018 vundet seks lettiske mesterskaber og syv pokaltitler.

## Titler
- Lettiske mesterskaber (6): 2006, 2007, 2008, 2011, 2013 og 2014[1]
- Lettiske pokalturnering (7): 2003, 2004, 2005, 2007, 2010-2011, 2012-2013 og 2016–2017.

## Historiske slutplaceringer
| Sæson | Niveau | Liga     | Placering | Kilde  |
| ----- | ------ | -------- | --------- | ------ |
| 2005  | 1.     | Virslīga | 3.        | [ 2 ]  |
| 2006  | 1.     | Virslīga | 1.        | [ 3 ]  |
| 2007  | 1.     | Virslīga | 1.        | [ 4 ]  |
| 2008  | 1.     | Virslīga | 1.        | [ 5 ]  |
| 2009  | 1.     | Virslīga | 2.        | [ 6 ]  |
| 2010  | 1.     | Virslīga | 2.        | [ 7 ]  |
| 2011  | 1.     | Virslīga | 1.        | [ 8 ]  |
| 2012  | 1.     | Virslīga | 3.        | [ 9 ]  |
| 2013  | 1.     | Virslīga | 1.        | [ 8 ]  |
| 2014  | 1.     | Virslīga | 1.        | [ 10 ] |
| 2015  | 1.     | Virslīga | 3.        | [ 11 ] |
| 2016  | 1.     | Virslīga | 3.        | [ 12 ] |
| 2017  | 4.     | Virslīga | 4.        | [ 13 ] |
| 2018  | 1.     | Virslīga | 2.        | [ 14 ] |
| 2019  | 1.     | Virslīga | 3.        | [ 14 ] |
| 2020  | 1.     | Virslīga | 4.        | [ 15 ] |
| 2021  | 1.     | Virslīga | X.        | [ 16 ] |

## Klubfarver
- Gul og blå.

| Ventspils | Ventspils |